# رامون نونیس (بازیکن فوتبال، زاده ۱۹۵۳)
رامون نونیس (اسپانیایی: Ramón Núñez‎؛ زادهٔ ۱۹ آوریل ۱۹۵۳) بازیکن فوتبال اهل کوبا بود.
وی همچنین در تیم ملی فوتبال کوبا بازی کرده است.